# Passerelle de Saint-Mammès
Ne doit pas être confondu avec Pont de Saint-Mammès ou Viaduc de Saint-Mammès.
La passerelle de Saint-Mammès est un ouvrage d'art en arc franchissant le Loing, situé en Seine-et-Marne, en France.

## Situation et accès

### Situation générale
La passerelle est située entre les communes de Veneux-les-Sablons, partie actuelle de Moret-Loing-et-Orvanne (rive gauche) et Saint-Mammès (rive droite), et plus largement au sud-ouest du département de Seine-et-Marne.

### Situation fluviale
Le franchissement du Loing s'effectue à quelques mètres de son point de confluence dans la Seine.

## Historique

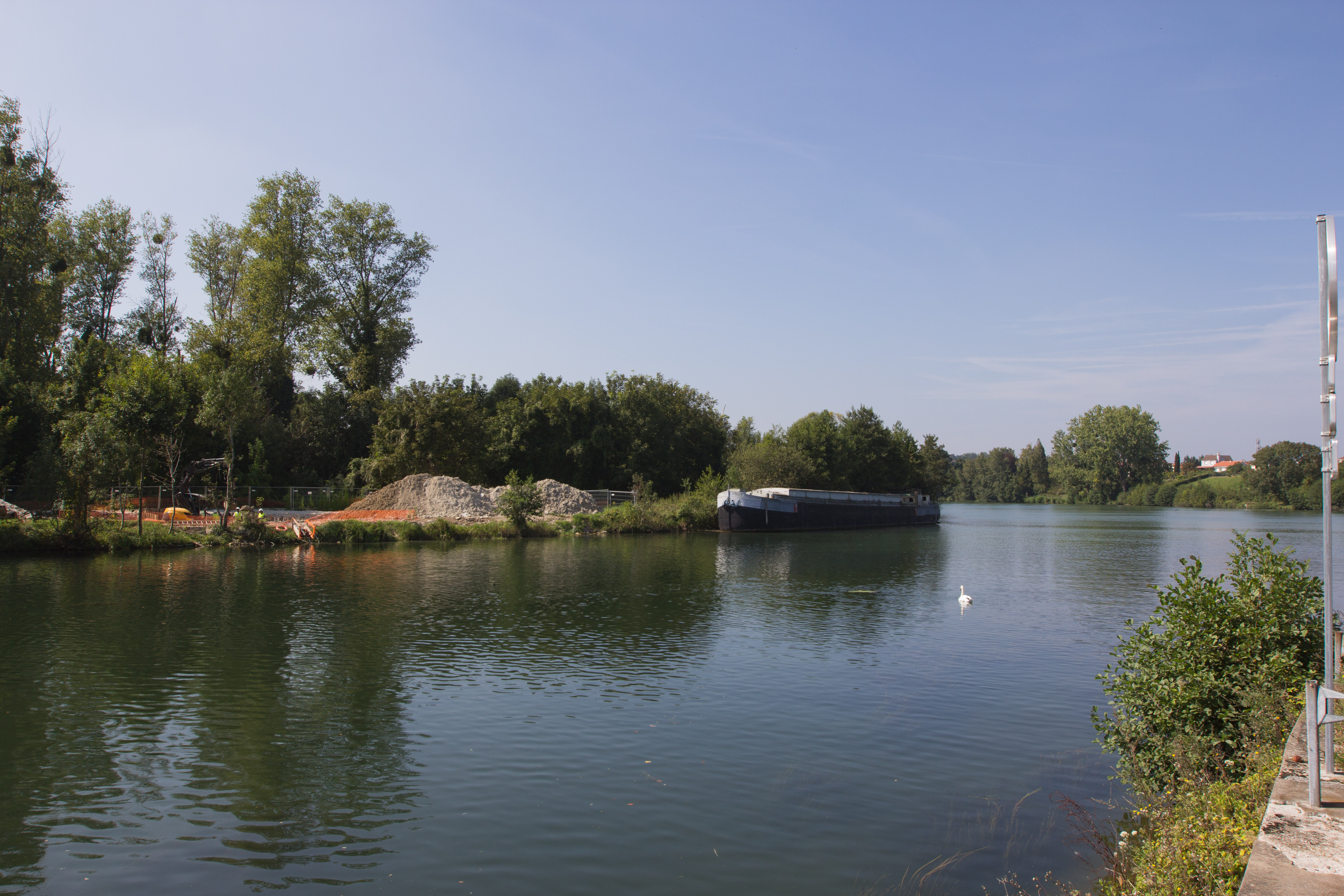
Le Loing, au niveau de sa confluence avec la Seine, en 09 2014. Sur la rive gauche, on discerne les travaux préparatoires de la passerelle.

### Contexte
Les premiers projets de franchissement sur ce site remontent à 1930. Durant de nombreuses décennies, la pose d'une passerelle suscite des débats, notamment chez les défenseurs du peintre impressionniste Alfred Sysley qui craignent une transformation des paysages immortalisés par celui-ci. En 2007, le Syndicat intercommunal des maisons du bornage (SIMB), maître d'œuvre de l'ouvrage, relance le dossier. Un projet est enfin présenté en été 2010 et une polémique éclate alors qu'un dossier d'inscription des sites peints par Sisley, dont celui de Saint-Mammès, est en cours d'étude auprès de l'UNESCO.

### Réalisation et pose
L'ouvrage est dessiné par le cabinet d'architectes DVVD. Sa réalisation coûte 2,6 millions d'euros dont 1,22 million financés par la Région, 400 000 par le Département et le reste par le SIMB,. Des travaux débutent en septembre 2014 et la passerelle de Saint-Mammès, qu'on surnomme la « passerelle du siècle », est posée le 27 février 2015 à l'aide d'une grue géante de 800 t, sous le regard de nombreux habitants. Les manœuvres débutent à 10 h avec un vent de 22 km/h (au-dessus de 35 km/h, la pose aurait été reportée). Suspendue au-dessus du cours d'eau, la passerelle est lentement descendue pour l'encastrer dans deux gros blocs de béton et ses deux pieds sont finalement scellés à 11 h,.

### Finitions et inauguration
Des travaux de finition sont réalisés avant une ouverture prévue pour juin 2015 avec une inauguration officielle le 20 de ce mois,. Cependant, ces prévisions s'avèrent trop « optimistes » et l'inauguration est reportée. Ce jour, les riverains ont pu quand même essayer la passerelle et Yves Brument, maire de Saint-Mammès tient à marquer le coup avec une « précérémonie » en présence notamment de Michel Bénard, maire de Veneux-les-Sablons et Michel Gonord, maire de Champagne-sur-Seine.

### Difficultés financières
Couplé à d'autres mauvaises maîtrises financières, le gros investissement dans la passerelle met en grande difficulté le SIMB durant les années suivantes avec une dette de plusieurs millions d'euros.

### Problèmes d'accéssibilité
Supposé être accessible aux personnes à mobilité réduite (PMR), l'association Mobilité réduite Sud Seine-et-Marne attaque en justice face aux non respect des normes. Déboutée en première instance dans un jugement rendu le 23 décembre 2022 par le tribunal administratif de Melun, la cour administrative d’appel de Paris donne raison à l'association dans un arrêt du 19 octobre 2023 sur la nature « irrégulière » de cet aménagement :

« s'agissant des escaliers […], la première et la dernière marche ainsi que le nez de l'ensemble des marches y sont non contrastés. […] La main-courante n’est accessible que d’un seul côté et sa largeur excède 4 centimètres. […] Le passage des vélos est rendu difficile en raison de leur poids, et l’utilisation de la passerelle est quasi-impossible avec des poussettes ou des caddies. »

## Structure
La passerelle métallique s'étend sur 67 m de longueur et 5 m de largeur avec une portée de 76 m
. Elle pèse environ 90 t et surplombe la rivière de 6 m au-dessus du niveau de l'eau.
En outre, des plans inclinés facilitent le passage de véhicules non motorisés. L'accessibilité aux personnes handicapées est présentée comme également permise grâce à une petite plate-forme suspendue se déplaçant le long des garde-corps.